# عقرب البحر البرازيلي
عقرب البحر البرازيلي (الاسم العلمي: Scorpaena brasiliensis) هي نوع من الأسماك يتبع جنس عقرب البحر من الفصيلة عقارب البحر.